# Sicherungsgerät

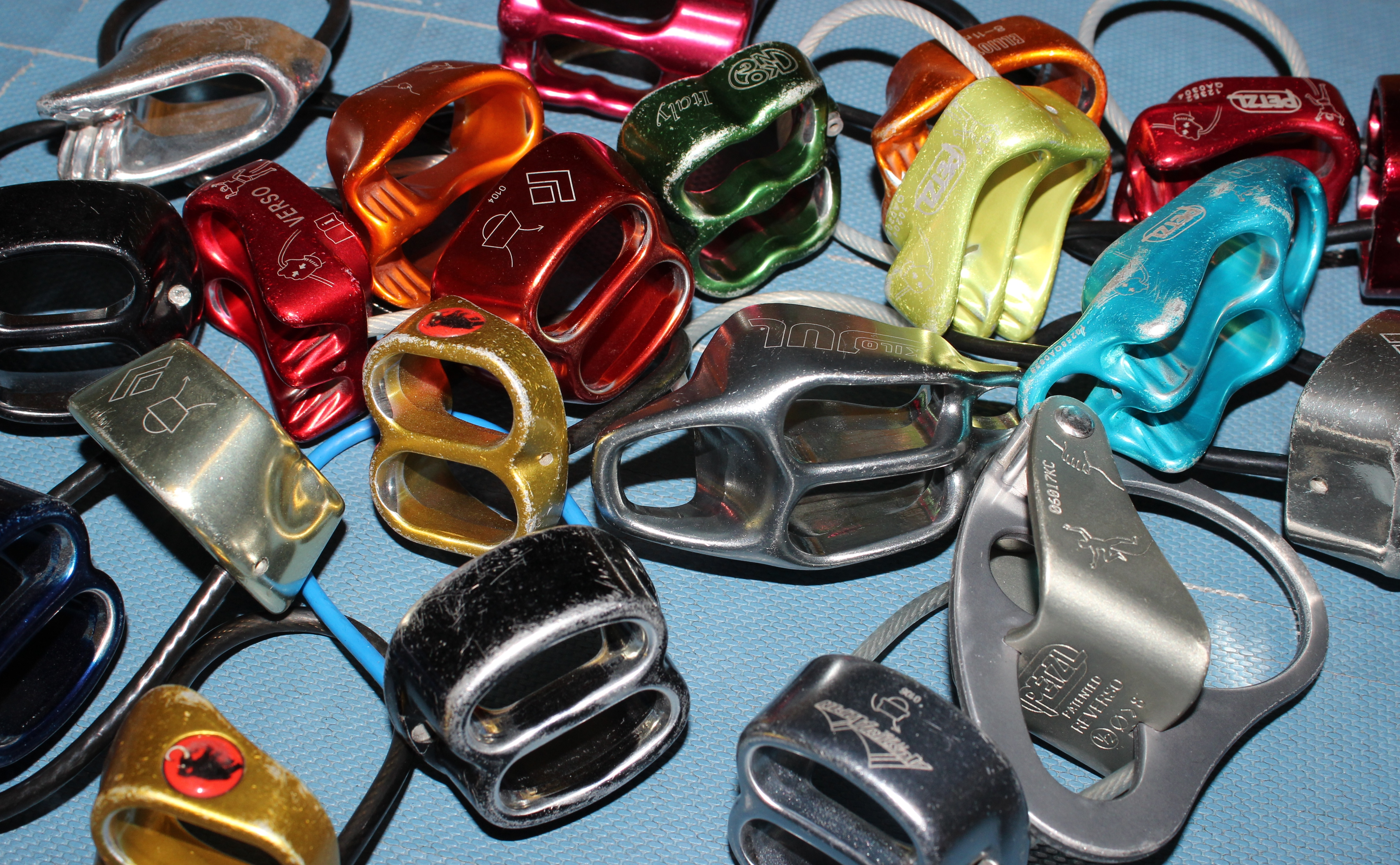
Verschiedene Tuber unterschiedlicher Hersteller

Sicherungsgeräte dienen beim Klettern zum Sichern des Kletternden. Sie ermöglichen dem Sichernden die situationsbezogene Handhabung und Kontrolle des Sicherungsseils durch das Ausüben einer Bremskraft. Daher werden sie in der Normensprache Bremsgeräte genannt. Ein Sicherungsgerät muss dazu in der Regel folgende vier Situationen unterstützen:
- Seil ausgeben – beim Vorstiegssichern (Seilsicherung von unten)
- Seil einholen – beim Toprope-Sichern und beim Sichern eines Nachsteigers (Seilsicherung von oben)
- Halten eines Sturzes bzw. eines im Seil hängenden Kletterers
- Kontrolliertes Ablassen des Kletterers durch den Sicherungspartner

Darüber hinaus kann mit allen Sicherungsgeräten selbstständig am fixierten Einzelseilstrang abgeseilt werden, was unter Kletterern jedoch wenig gebräuchlich ist. Für das übliche Abseilen am umgelenkten Doppelseilstrang sind nur Sicherungsgeräte verwendbar, die zwei Seilstränge aufnehmen und gleichzeitig bremsen können.
Da in all diesen Fällen die menschliche Hand die Last eines Erwachsenen nicht an einem Seil halten kann, ist eine Bremskraftverstärkung durch das Sicherungsgerät erforderlich.

## Manuelle Bremsgeräte

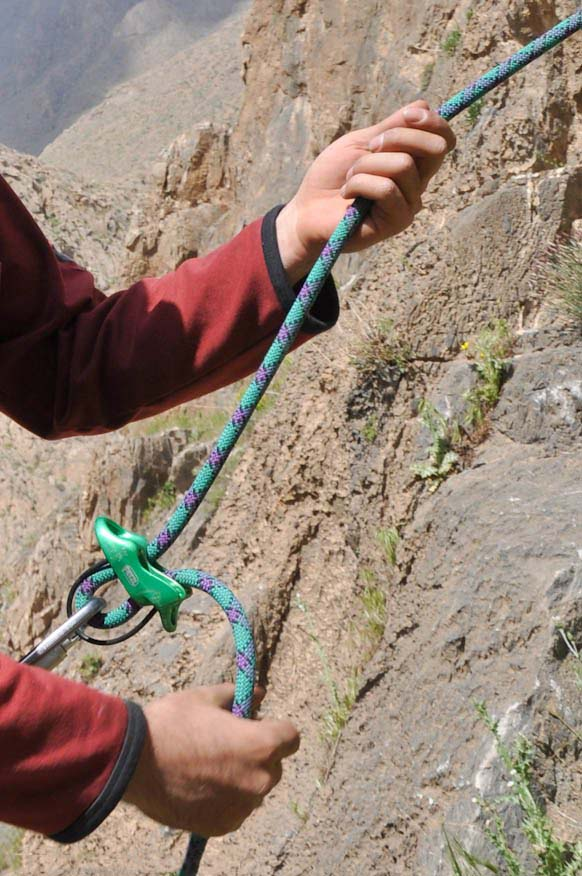
Reverso^{3} in Verwendung

Sicherungsgeräte, welche die manuelle Bremskraft der Haltehand verstärken, aber bei einem Sturz nicht vollständig blockieren, zählen zu den manuellen Bremsgeräten oder dynamischen Sicherungsgeräten. Sie erzielen die Bremswirkung durch das Stichtprinzip – das Einklemmen des Seils zwischen sich und dem Karabiner – und Seilreibung durch mehrmalige Umlenkung gemäß Euler/Eytelwein.

Statische Festigkeitspruefung nach EN15151-2

In Europa zugelassene Geräte dieser Klasse müssen der Norm EN 15151-2 genügen, die Anforderungen und Prüfverfahren manueller Bremsgeräte definiert. Insbesondere muss das Gerät einem Zug von 7 kN mit einem fixierten Seil widerstehen, ohne zu zerbrechen oder das Seil freizugeben (statische Festigkeit). Ist eine Aufhängeöse zum Nachholen eines zweiten Bergsteigers vorhanden (Guide-Stellung), muss das Gerät 8 kN standhalten, ebenso wenn es als Sicherungsanker verwendet werden kann. Weiterhin sind Hersteller-, Norm-, Modellkennzeichnung sowie die Angabe des kleinsten und größten Seildurchmessers vorgeschrieben.
Die Norm stellt keinerlei Anforderungen an die dynamischen Bremseigenschaften oder die Bremskraftverstärkung des Geräts. Hierzu liegen jedoch Erfahrungsberichte der bergsportlichen Sicherheitsforschung vor, die die Bremskraft in Abhängigkeit von der Handhaltekraft, dem Seildurchmesser, der Seiloberfläche und dem Gerätetyp untersucht hat. Vorteilhaft wirkt sich die V-förmige Gestaltung von Bremsrillen bei modernen Tubern aus, die sich verschiedenen Seildurchmessern anpasst. Bei diesen Modellen ergeben sich Bremswerte von 2,2–2,3 kN bei Seilen im Bereich 8,9–10,5 mm und 237–284 N Handkraft am Bremsseil.
Mit 56 % (Stand 2012) waren – vor Veröffentlichung der Halbautomaten-Empfehlung des Deutschen Alpenvereins – die Tubes am weitesten verbreitet.
Auch ein einzelner Karabiner kann als Sicherungsgerät fungieren. Dazu bedient sich der Sichernde der Halbmastwurfsicherung. Sie war früher die gebräuchlichste Methode und ist heute insbesondere bei Mehrseillängenrouten immer noch anzutreffen. Ihre Beherrschung ist auch heute noch für viele Kletterer grundlegend, da sie ohne spezielle Ausrüstung auskommt. Die Bremskraft von 2,2–2,3 kN erzeugt dabei das Seil mittels Halbmastwurf. Aufgrund hoher Sicherheitsanforderungen nutzen Kletterer dafür ausschließlich HMS-Karabiner.
Ebenfalls als Sicherungsgerät geeignet ist der Abseilachter. Ursprünglich zum Abseilen entwickelt, reicht die Bremskraft auch zum Halten eines Sturzes, ist aber mit 1,7–2,0 kN geringer als bei Tuber und HMS. Heute ist er allerdings durch moderne Geräte weitgehend verdrängt worden.
Die Stichtplatte war die erste mechanische Seilbremse und Vorfahr des Tubes. Später durch andere Geräte verdrängt, erlebt sie heute in moderner Form eine teilweise Renaissance beim Sichern von Nachsteigern.

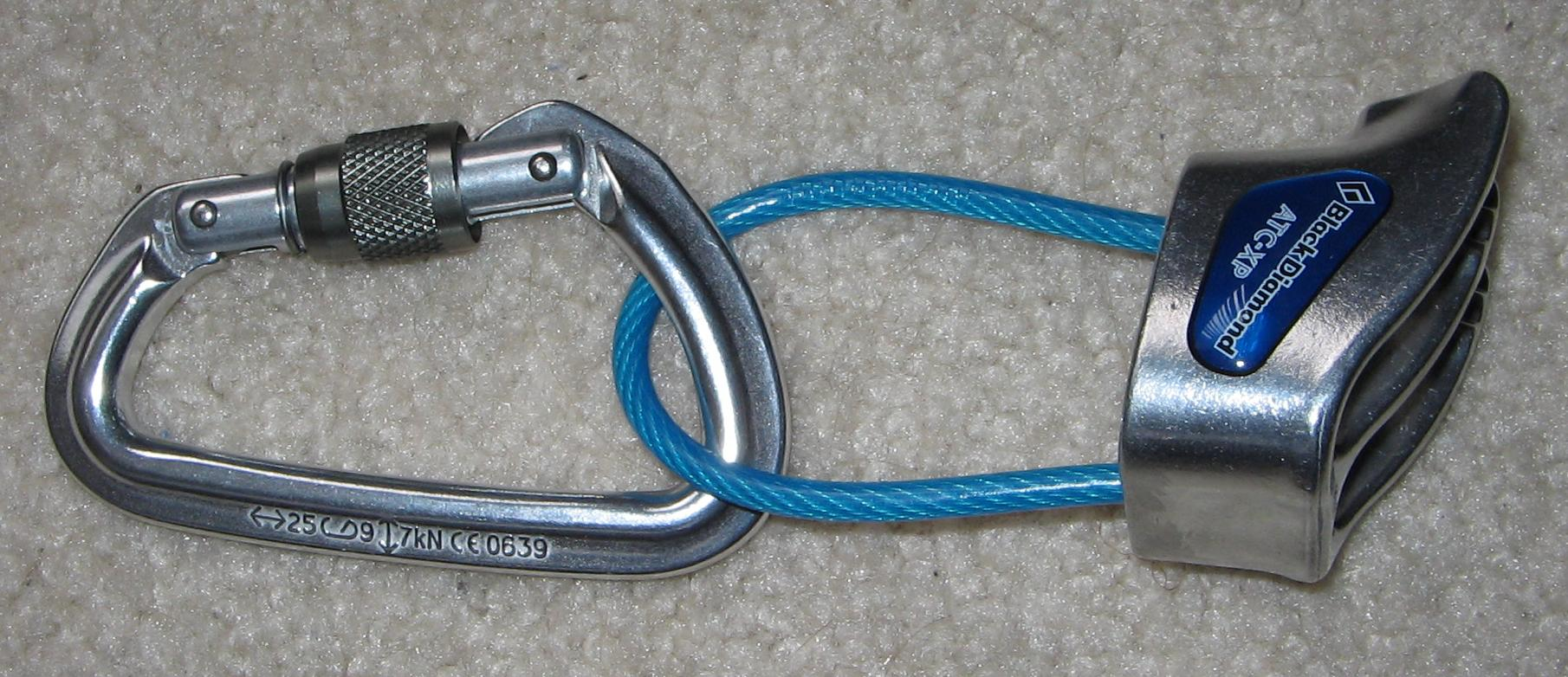
ATC-XP
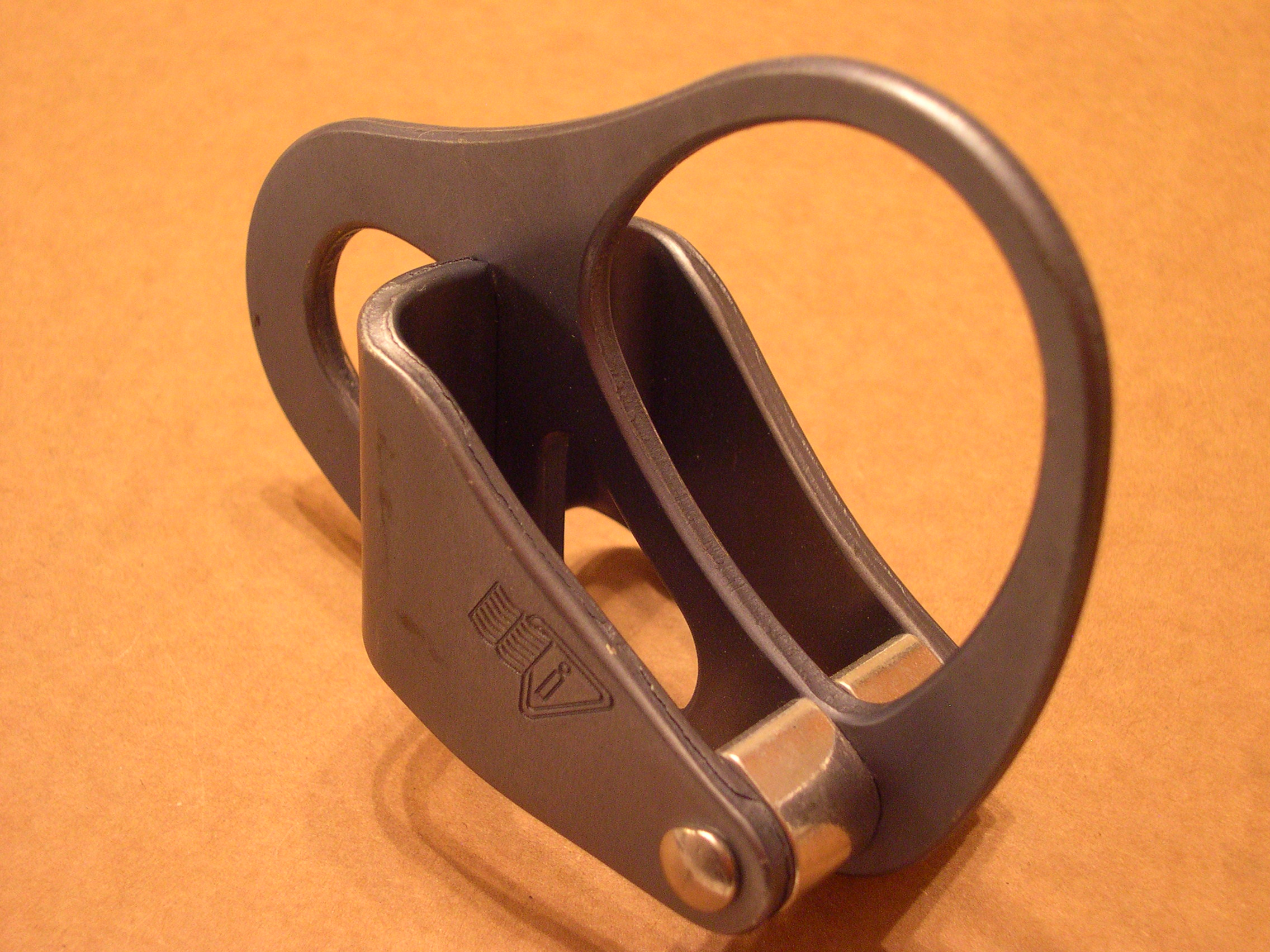
Reverso
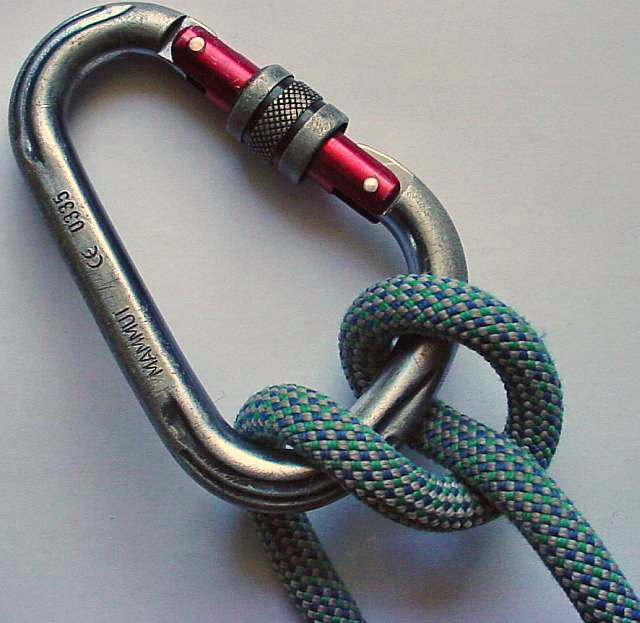
HMS-Karabiner mit Halbmastwurf
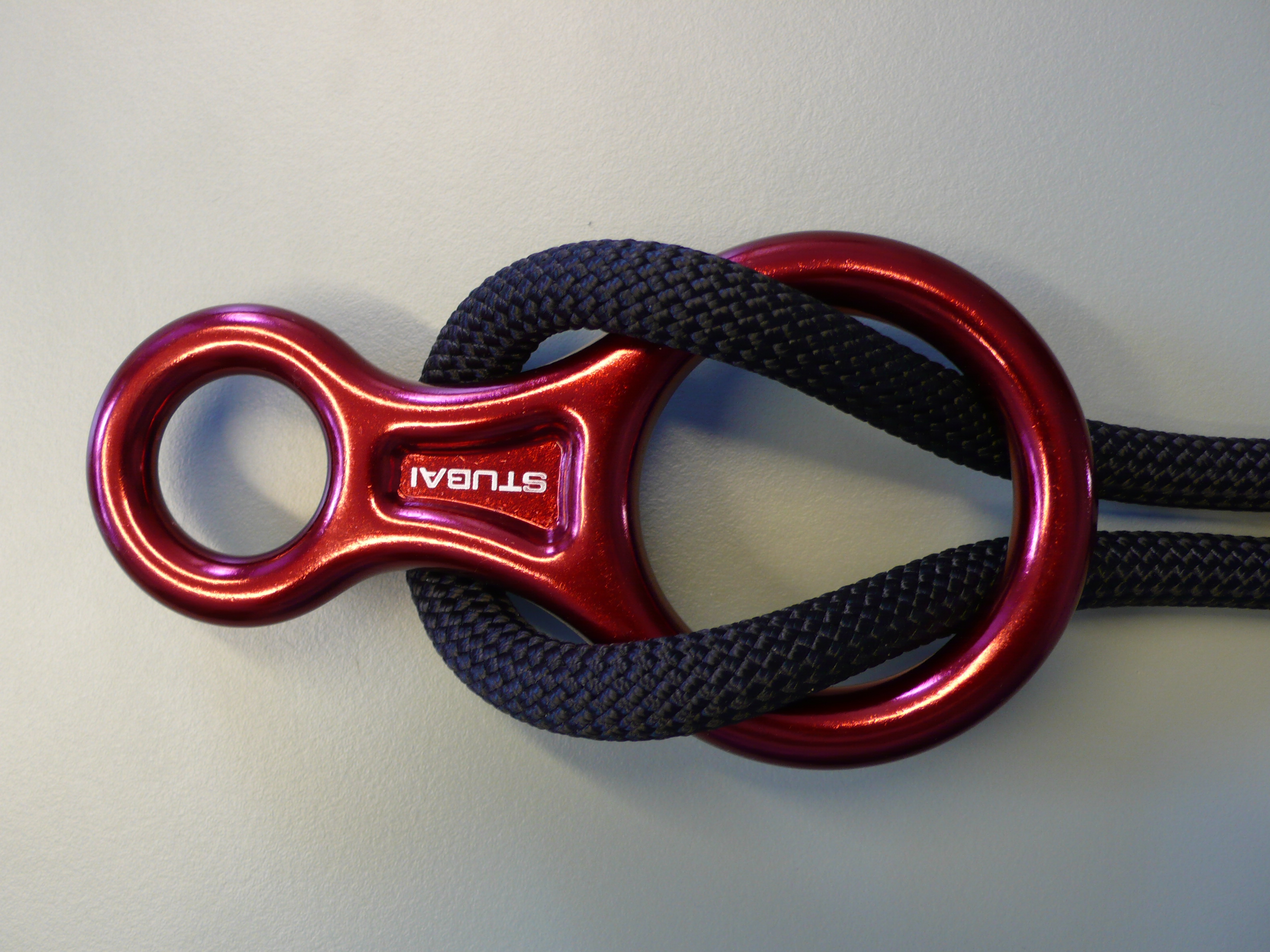
Abseilachter
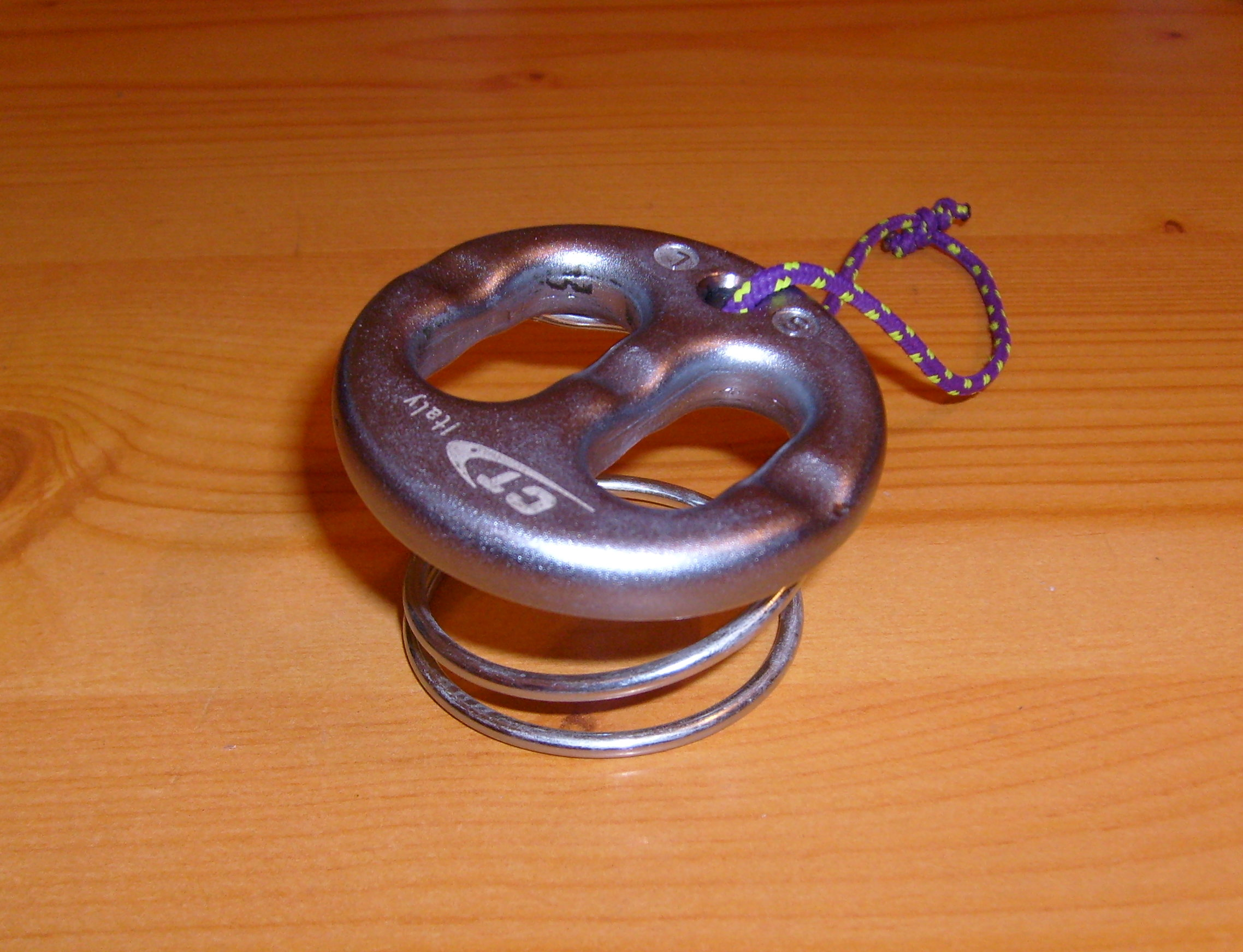
Stichtplatte
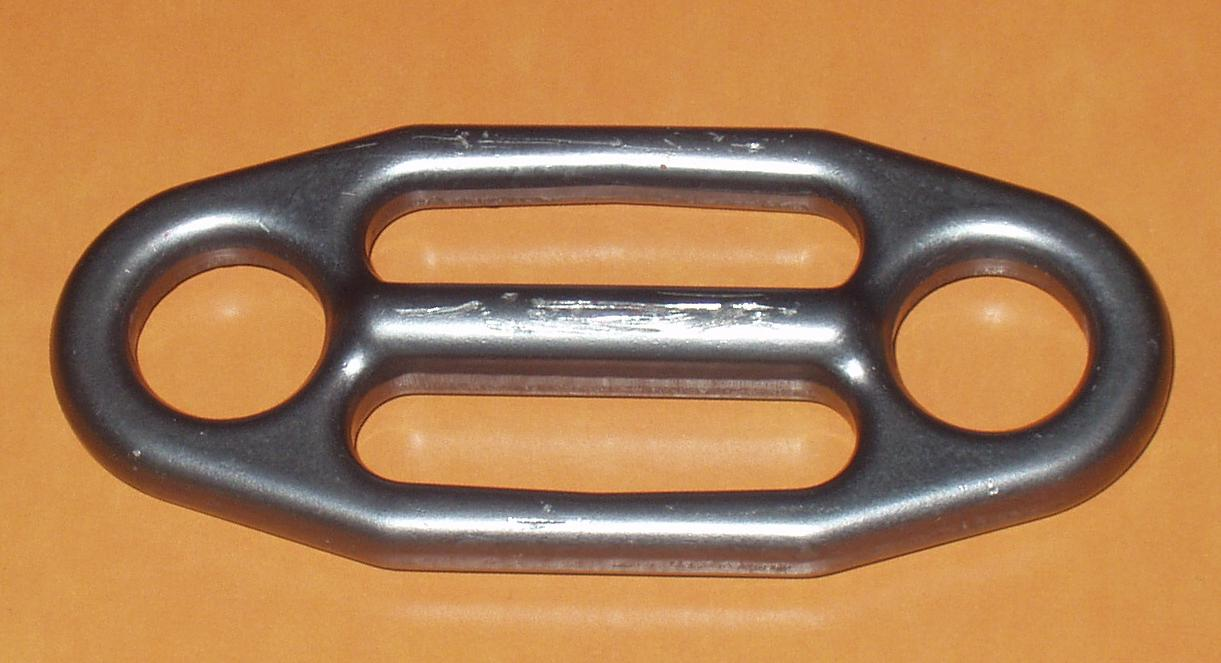
Gi-Gi, moderne Stichtplatte

## Halbautomaten

Sicherungsleistungsprüfung nach EN15151-1

Blockierlastprüfung nach EN15151-1

Halbautomaten sind Sicherungsgeräte, die bei einem ruckartigen Zug, wie er bei einem Sturz auftritt, selbsttätig und vollständig blockieren.
Die Bezeichnung Halbautomat bezieht sich auf den Mechanismus, der zwar eine höhere Sicherheitsreserve bietet, unter bestimmten Voraussetzungen dennoch versagen kann, weswegen der Sichernde das Bremsseil immer umfassen muss.
Anforderungen dieser Klasse sind in der Norm EN 15151-1 definiert.
Bekanntester Vertreter der halbautomatischen Geräte und auch das erste dieser Klasse ist das Grigri. Eine ähnliche Mechanik haben beispielsweise I’D S, Cinch, EDDY und Matik. Im Jahr 2018 neu erschienen ist der Revo als mit Fliehkraftbremse hintersicherter Tuber. Ebenfalls zu den Halbautomaten zählen Sirius und Zap-O-Mat mit abweichender Mechanik.
Der Sirius kann dabei auch zwei Seilstränge aufnehmen, was bei Halbautomaten ein seltenes Merkmal darstellt.

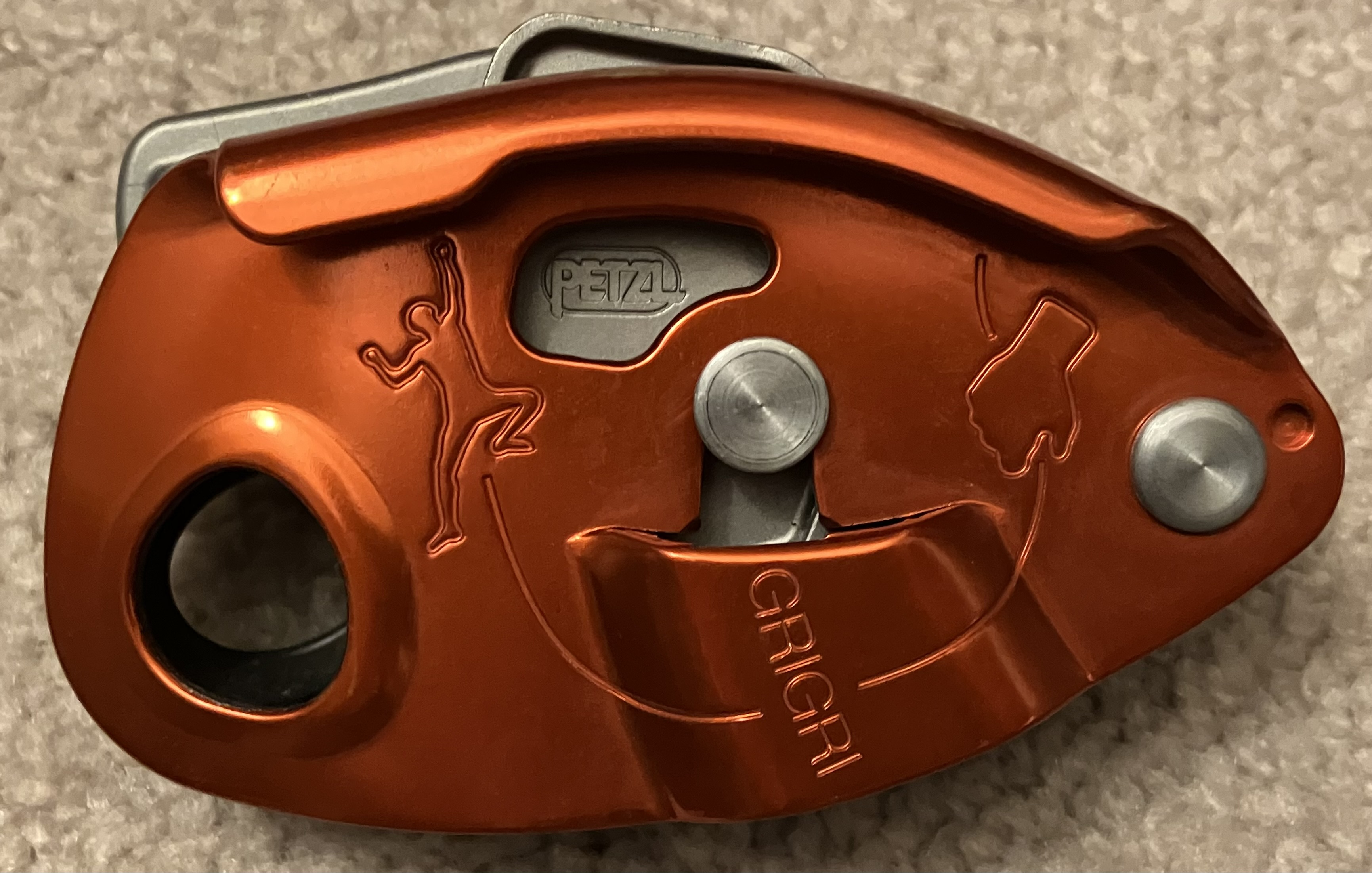
Grigri
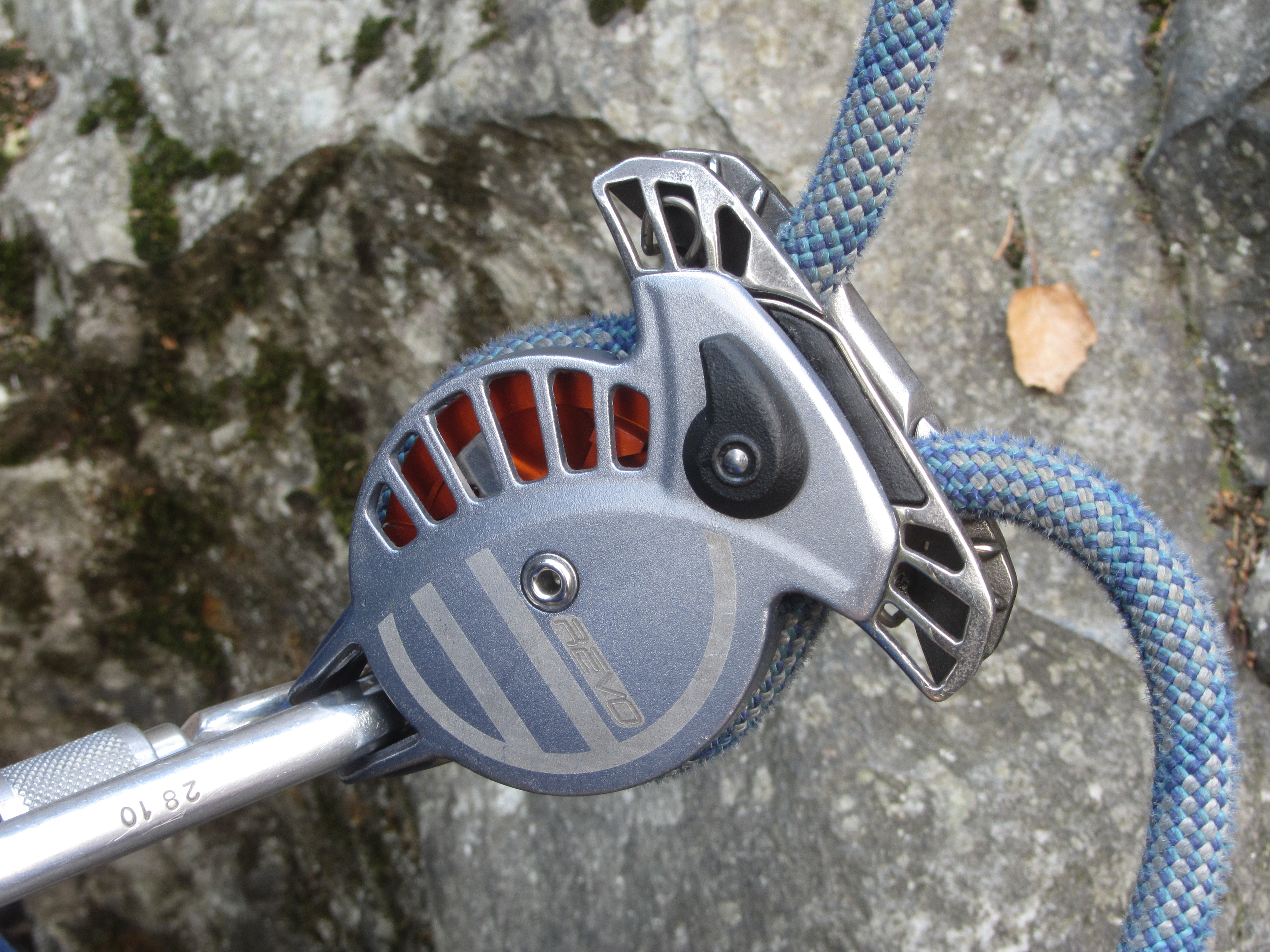
Revo
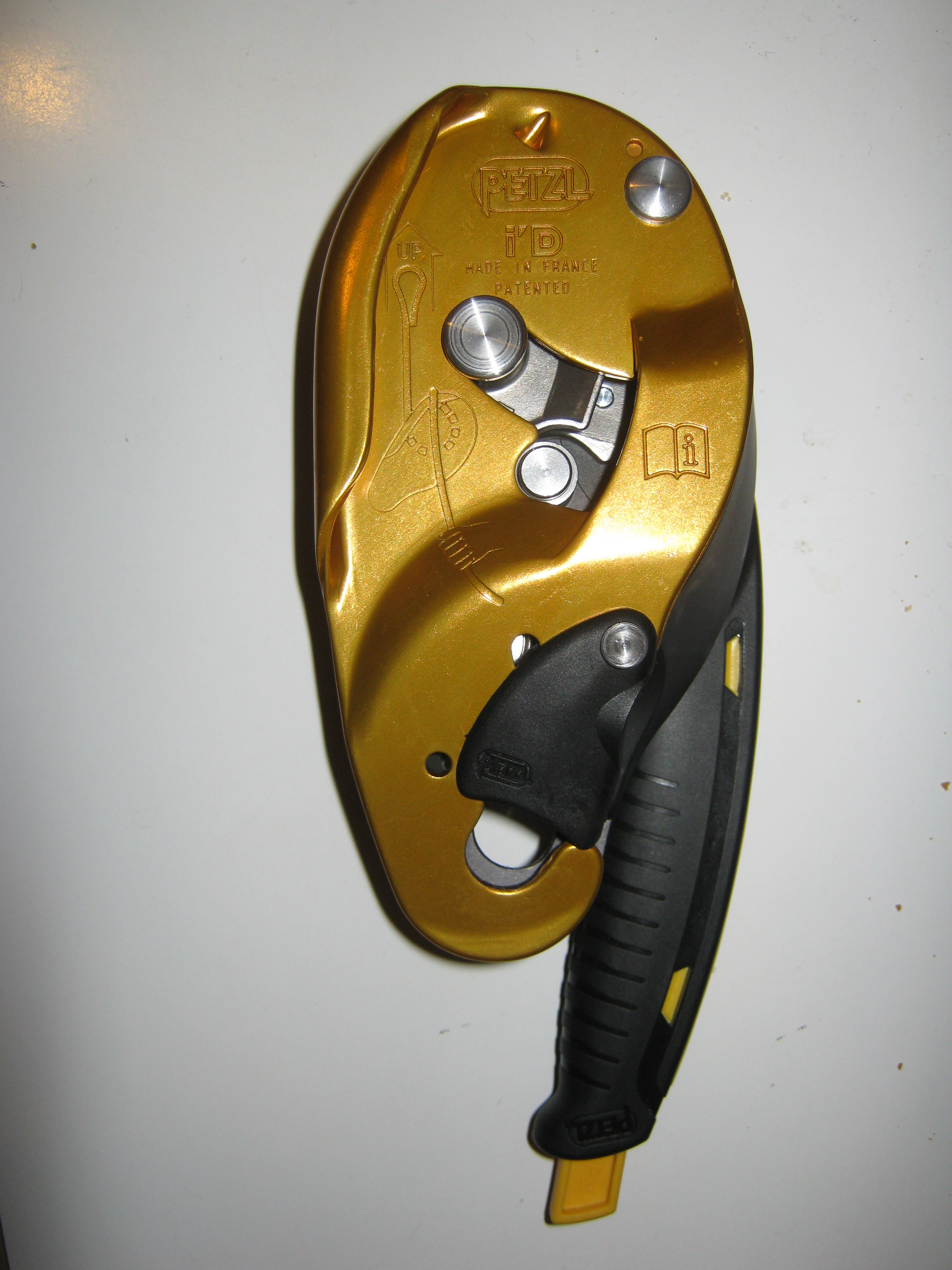
I’D S
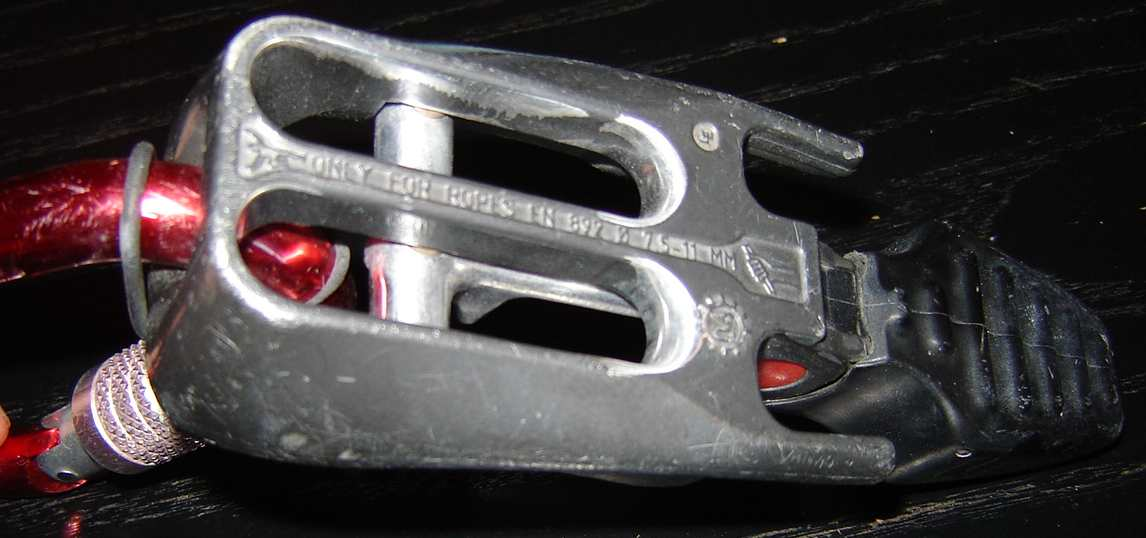
Sirius

Obwohl Halbautomaten ein Plus an Sicherheitsreserven bieten, erfordert die Bedienung eine gründlichere Einweisung. Aufgrund ihrer Komplexität sind mehr Bedienfehler möglich und der Sichernde darf sich nicht völlig auf die Automatik verlassen. Ein Benutzer muss die Situationen kennen, in denen die Bremsmechanik ausgehebelt werden kann.
An Rettungswageneinsätzen durch Fehler beim Ablassen in DAV-Kletterhallen zwischen 2012 und 2014 sind Halbautomaten mit 50 % beteiligt, obwohl ihre Verbreitung nur bei 40 % liegt.
Außerdem verhindert das vollständige Blockieren ein gerätedynamisches Abfangen des Fangstoßes. Mit etwas Übung aber kann ein Sturz auch mit einer körperdynamischen Sicherung weich abgefangen werden, um die Belastung auf Kletterer und Sicherungskette zu mindern.
Die genannten Schwächen will der Revo vermeiden. Gerätedynamisches Sichern ist mit ihm möglich. Typische Bedienfehler anderer Geräte werden konzeptionell vermieden.

### Autotubes
Eine recht neue Klasse bilden selbstblockierende Tubes. Ähnlich wie die Halbautomaten halten diese Hybride das Seil bei einem Sturz selbstständig und mehr oder weniger vollständig, allerdings besitzen sie keine beweglichen Teile, sondern erzeugen die Bremswirkung im Zusammenspiel mit dem Karabiner.
Daher ist die Kompatibilität zwischen Karabiner und dem sogenannten „Autotube“ ausschlaggebend und nicht jeder Karabiner für jedes Gerät geeignet. Manche Hersteller vertreiben diese Geräte deswegen auch im Set mit einem passenden Karabiner.
Zwar sind diese Sicherungsgeräte selbstblockierend, doch werden sie nur nach der Norm EN 15151-2 geprüft, unter die auch die manuellen Bremsgeräte fallen. Die statische Blockierkraft, mit der das Seil gehalten wird, variiert zwischen den Gerätetypen und liegt generell unter dem der mechanischen Geräte nach EN 15151-1.
Aufgrund ihrer Funktion zählt die Kletterszene Autotubes zu den Halbautomaten.
Zu den Vertretern dieser Klasse zählen Click Up, Ergo-Belay, Fish, Mega Jul und Smart.